# Manfredonia Calcio 1932
Maillots
Dernière mise à jour : 3 août 2011.
Le Manfredonia Calcio 1932 S.S.D. est un club italien de football. Il est basé à Manfredonia dans la Province de Foggia.

## Historique
- 1932 - fondation du club sous le nom de AS Manfredonia
- 2010 - refondation sous le nom Associazione Sportiva Dilettantistica  Football Calcio 1932
- 2011 - changement de nom avec Associazione Sportiva Dilettantistica Manfredonia Calcio 1932
- 2018 - changement de nom avec Manfredonia Calcio 1932 S.S.D.ar.l.